# Dolmen von Busnela
Der Dolmen von Busnela (spanisch Dolmen semirrupestre de Busnela) ist eine Felsformation auf einem Hügel südlich von Busnela, in der Gemeinde Merindad de Valdeporres im Süden der Provinz Burgos am linken Ufer des Rio Nela in Kastilien-León, in Spanien.
Er ist ein sogenannter Paradolmen, dessen Struktur einem Dolmen lediglich ähnelt. Er besteht aus einem großen Felsen, dessen Deckenplatte von sieben großen, liegenden Sandsteinplatten unterstützt wird. Die Länge der Hauptachse beträgt etwa 7,0 m und die Höhe erreicht 2,3 m. Obwohl er allgemein als Dolmen angesehen wird, ist seine Verwendung als solcher durch das Fehlen eines Hügels in Frage gestellt. Es wurden keine Funde gemacht.
Pseudo- oder Paradolmen sind aus verschiedenen Regionen bekannt: Cova d’en Genís, Dolmen von Chevresse, Dolmen von Solwaster, Pierre au Rey, La Table des Géants in Reinhardsmunster und L’autel des Druides in Pfaffenheim (beide im Département Haut-Rhin) oder Sparossino in Ligurien.